# Jean Romaric Kevin Koffi
Jean Romaric Kevin Koffi (Aboisso, 25 giugno 1986) è un calciatore ivoriano, attaccante dell'Elversberg.

## Carriera
Koffi ha vestito la maglia della Virtus Castelfranco per tre stagioni, per poi passare al Modena. È rimasto in squadra per tre stagioni, tutte passate in Serie B, collezionando complessivamente 29 presenze e 3 reti.
Svincolato dal Modena, Koffi è stato poi ingaggiato dalla Sanremese, all'epoca militante nella Lega Pro Seconda Divisione. A dicembre 2010 rescinde il contratto che lo legava al club. È stato allora tesserato dal Napoli, che lo ha quasi immediatamente ceduto in prestito al Siracusa.
La manovra della società partenopea è stata motivata dalla possibilità di sfruttare un escamotage per ottenere l'opportunità di ingaggiare un altro giocatore extracomunitario nella successiva sessione di mercato: le regole permettevano infatti ad una squadra che svincolava o cedeva all'estero un calciatore extracomunitario, di poterne ingaggiare un altro proveniente dall'estero fino ad un massimo di due. Non esistendo limitazioni per extracomunitari ingaggiati dall'Italia e, liberando Koffi a fine stagione, il Napoli avrebbe così potuto tesserare un altro calciatore straniero al suo posto.
Ad agosto 2011, la Roma ha ripetuto la stessa manovra. Dopo aver ingaggiato Koffi, lo ha ceduto in prestito ai belgi del Francs Borains, liberando così un posto per tesserare un extracomunitario proveniente dall'estero. Successivamente, Koffi si è trasferito al Francs Borains a titolo definitivo.
A gennaio 2014, si è accordato con il Westerlo; esordisce in squadra il 7 febbraio, schierato titolare nel pareggio a reti inviolate maturato sul campo della sua ex squadra del Francs Borains. Il 15 febbraio sono arrivate le prime reti, con una doppietta nella vittoria per 6-0 sul Roeselare. Il Westerlo ha conquistato la promozione nella massima divisione locale al termine di quella stessa stagione.

## Statistiche

### Presenze e reti nei club
Statistiche aggiornate al 22 agosto 2018.
| Stagione                   | Squadra                    | Campionato                 | Campionato | Campionato | Coppe nazionali | Coppe nazionali | Coppe nazionali | Coppe continentali | Coppe continentali | Coppe continentali | Altre coppe | Altre coppe | Altre coppe | Totale | Totale |
| Stagione                   | Squadra                    | Comp                       | Pres       | Reti       | Comp            | Pres            | Reti            | Comp               | Pres               | Reti               | Comp        | Pres        | Reti        | Pres   | Reti   |
| -------------------------- | -------------------------- | -------------------------- | ---------- | ---------- | --------------- | --------------- | --------------- | ------------------ | ------------------ | ------------------ | ----------- | ----------- | ----------- | ------ | ------ |
| 2004-2005                  | Virtus Castelfranco        | D                          | 33         | 6          | -               | -               | -               | -                  | -                  | -                  | -           | -           | -           | 33     | 6      |
| 2005-2006                  | Virtus Castelfranco        | D                          | 31         | 7          | -               | -               | -               | -                  | -                  | -                  | -           | -           | -           | 31     | 7      |
| 2006-2007                  | Virtus Castelfranco        | D                          | 31         | 15         | -               | -               | -               | -                  | -                  | -                  | -           | -           | -           | 31     | 15     |
| Totale Virtus Castelfranco | Totale Virtus Castelfranco | Totale Virtus Castelfranco | 95         | 28         |                 | -               | -               |                    | -                  | -                  |             | -           | -           | 95     | 28     |
| 2007-2008                  | Modena                     | B                          | 18         | 3          | CI              | -               | -               | -                  | -                  | -                  | -           | -           | -           | 18     | 3      |
| 2008-2009                  | Modena                     | B                          | 8          | 0          | CI              | 2               | 0               | -                  | -                  | -                  | -           | -           | -           | 10     | 0      |
| 2009-2010                  | Modena                     | B                          | 2          | 0          | CI              | 1               | 0               | -                  | -                  | -                  | -           | -           | -           | 3      | 0      |
| Totale Modena              | Totale Modena              | Totale Modena              | 28         | 3          |                 | 3               | 0               |                    | -                  | -                  |             | -           | -           | 31     | 3      |
| ott-dic. 2010              | Sanremese                  | 2D                         | 5          | 0          | -               | -               | -               | -                  | -                  | -                  | -           | -           | -           | 5      | 0      |
| gen-giu. 2011              | Siracusa                   | 1D                         | 10         | 0          | -               | -               | -               | -                  | -                  | -                  | -           | -           | -           | 10     | 0      |
| 2011-2012                  | R.B.D. Borinage            | D2                         | 24         | 12         | -               | -               | -               | -                  | -                  | -                  | -           | -           | -           | 24     | 12     |
| 2012-2013                  | R.B.D. Borinage            | D2                         | 32         | 13         | CB              | 1               | 0               | -                  | -                  | -                  | -           | -           | -           | 33     | 13     |
| 2013-gen. 2014             | R.B.D. Borinage            | D2                         | 18         | 11         | CB              | 1               | 1               | -                  | -                  | -                  | -           | -           | -           | 19     | 12     |
| Totale R.B.D. Borinage     | Totale R.B.D. Borinage     | Totale R.B.D. Borinage     | 74         | 36         |                 | 2               | 1               |                    | -                  | -                  |             | -           | -           | 76     | 37     |
| gen.-giu. 2014             | Westerlo                   | D2                         | 10         | 6          | -               | -               | -               | -                  | -                  | -                  | -           | -           | -           | 10     | 6      |
| 2014-2015                  | Westerlo                   | D1                         | 27+5       | 6+1        | CB              | 1               | 1               | -                  | -                  | -                  | -           | -           | -           | 33     | 8      |
| 2015-2016                  | Westerlo                   | D1                         | 14         | 0          | CB              | 3               | 0               | -                  | -                  | -                  | -           | -           | -           | 17     | 0      |
| Totale Westerlo            | Totale Westerlo            | Totale Westerlo            | 56         | 13         |                 | 4               | 1               |                    | -                  | -                  |             | -           | -           | 60     | 14     |
| 2016-2017                  | White Star Bruxelles       | D3                         | 22         | 13         | -               | -               | -               | -                  | -                  | -                  | -           | -           | -           | 22     | 13     |
| 2017-2018                  | Elversberg                 | RL                         | 31         | 12         | -               | -               | -               | -                  | -                  | -                  | -           | -           | -           | 31     | 12     |
| 2018-2019                  | Elversberg                 | RL                         | 33         | 19         | CG              | 1               | 0               | -                  | -                  | -                  | -           | -           | -           | 34     | 19     |
| 2019-2020                  | Waldhof Mannheim           | 3L                         | 37         | 3          | CG              | 1               | 0               | -                  | -                  | -                  | -           | -           | -           | 38     | 3      |
| 2020-2021                  | Elversberg                 | RL                         | 38         | 19         | CG              | 1               | 0               | -                  | -                  | -                  | -           | -           | -           | 39     | 19     |
| 2021-2022                  | Elversberg                 | RL                         | 30         | 10         | -               | -               | -               | -                  | -                  | -                  | -           | -           | -           | 30     | 10     |
| 2022-2023                  | Elversberg                 | 3L                         | 31         | 6          | CG              | 2               | 1               | -                  | -                  | -                  | -           | -           | -           | 33     | 7      |
| 2023-2024                  | Elversberg                 | 2L                         | 10         | 1          | -               | -               | -               | -                  | -                  | -                  | -           | -           | -           | 10     | 1      |
| Totale Elversberg          | Totale Elversberg          | Totale Elversberg          | 173        | 67         |                 | 4               | 1               |                    | -                  | -                  |             | -           | -           | 177    | 68     |
| Totale carriera            | Totale carriera            | Totale carriera            | 480        | 162        |                 | 14              | 2               |                    | -                  | -                  |             | -           | -           | 494    | 164    |

## Palmarès

### Club

#### Competizioni nazionali
- Tweede klasse: 1

Westerlo: 2013-2014
- Fußball-Regionalliga: 1

Elversberg: 2021-2022
- 3. Liga: 1

Elversberg: 2022-2023

### Individuale
- Capocannoniere della Tweede klasse: 1

2013-2014 (19 reti)